# Nego bom
O nego bom é um doce brasileiro, típico de Pernambuco. É feito a partir de banana, açúcar e limão.
O modo de preparo desse saboroso doce é bastante simples: bananas-prata amassadas cozidas com açúcar até caramelizar. Ao final, coloca-se suco de dois limões e mistura-se bem.
Comum sobretudo como sobremesa de almoços e jantares, o nego bom é encontrado em várias partes do Brasil, e geralmente servido em formato de tablete, muitas vezes enrolado num celofane transparente.